# تاجران یخ
تاجران یخ (به انگلیسی: Ice Merchants) یک انیمیشن کوتاه محصول سال ۲۰۲۲ به کارگردانی ژائو گونزالس است. این انیمیشن کوتاه ۱۴ دقیقه‌ای درباره عشق خانوادگی اولین انیمیشن پرتغالی است که در جشنواره کن جایزه می‌گیرد، که در آن به عنوان بخشی از هفته منتقدان ۲۰۲۲ (Semaine de la Critique) به نمایش درآمد. این فیلم در تعدادی از جشنواره‌های بین‌المللی به نمایش درآمده است و جوایزی مانند جایزه هوگو برای بهترین انیمیشن کوتاه در جشنواره بین‌المللی فیلم شیکاگو دریافت کرده است و بیش از نه جایزه در جشنواره‌ها و یک نامزدی برای نود و پنجمین دوره جوایز اسکار در بخش جایزه اسکار بهترین پویانمایی کوتاه کسب کرده است.